# Dickelsbachsiedlung

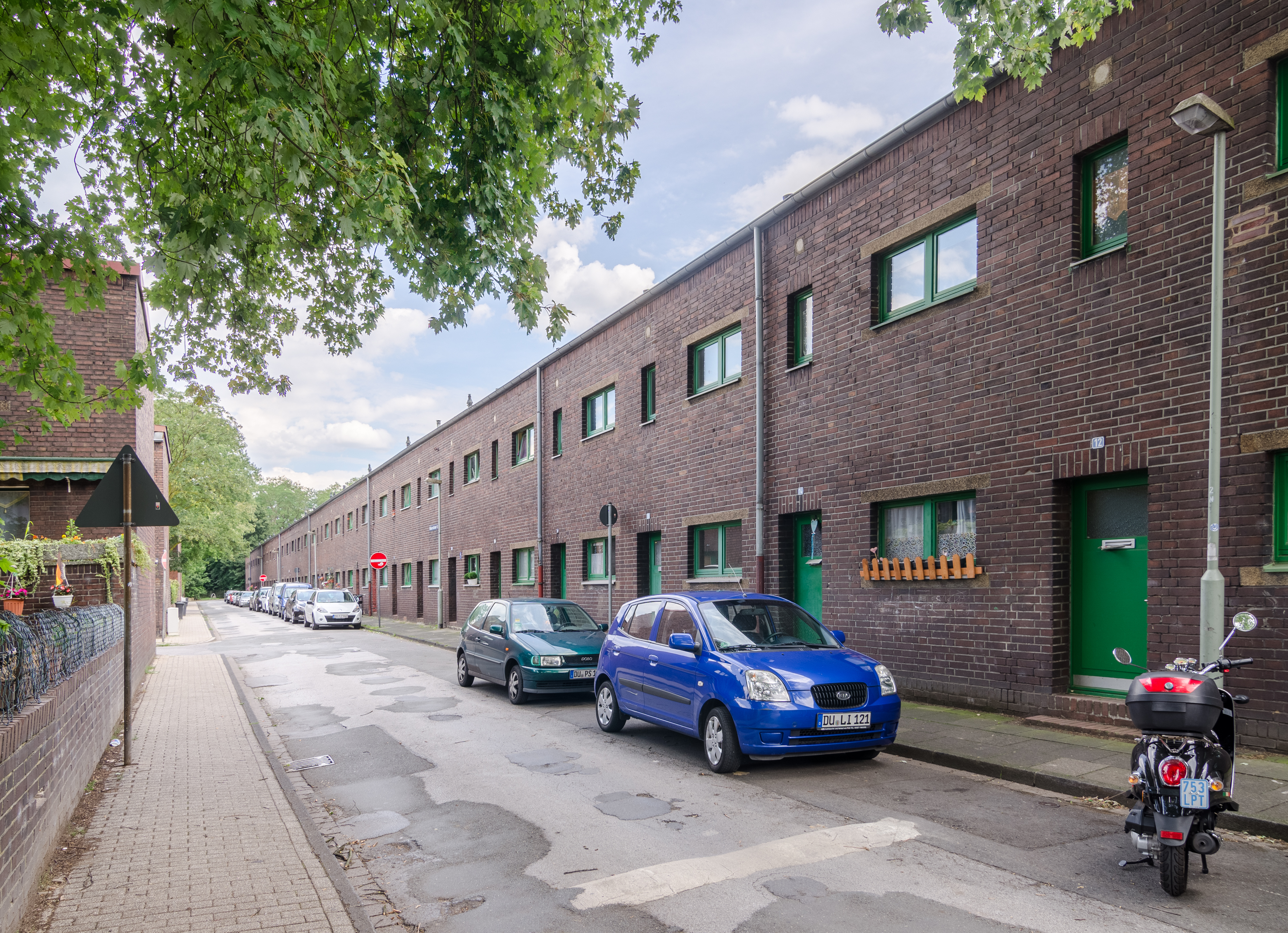
Häuser in der Dickelsbachsiedlung entlang der Wilhelm-Ketteler-Straße

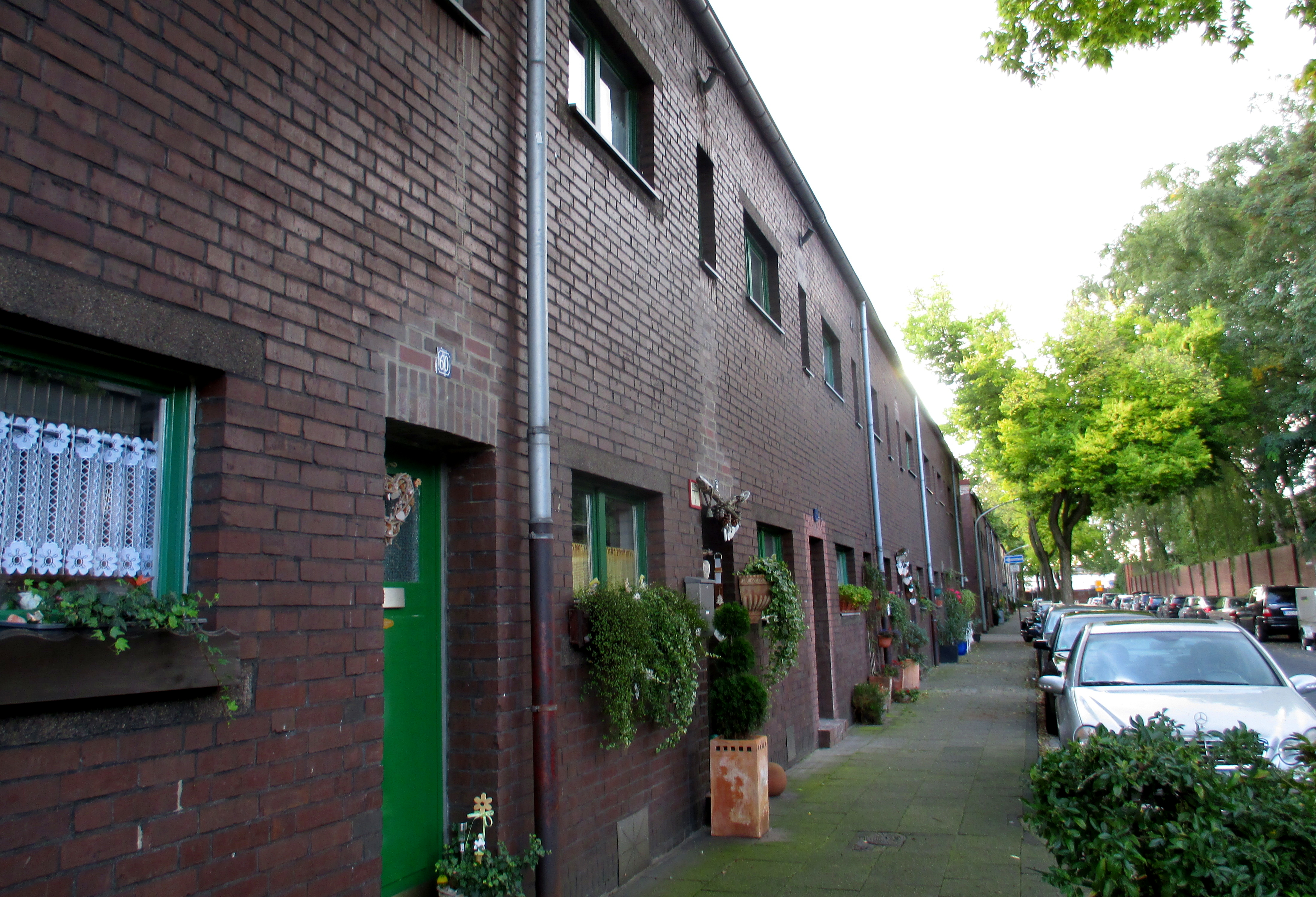
Typische Bebauung der Dickelsbachsiedlung in der Bodelschwinghstraße

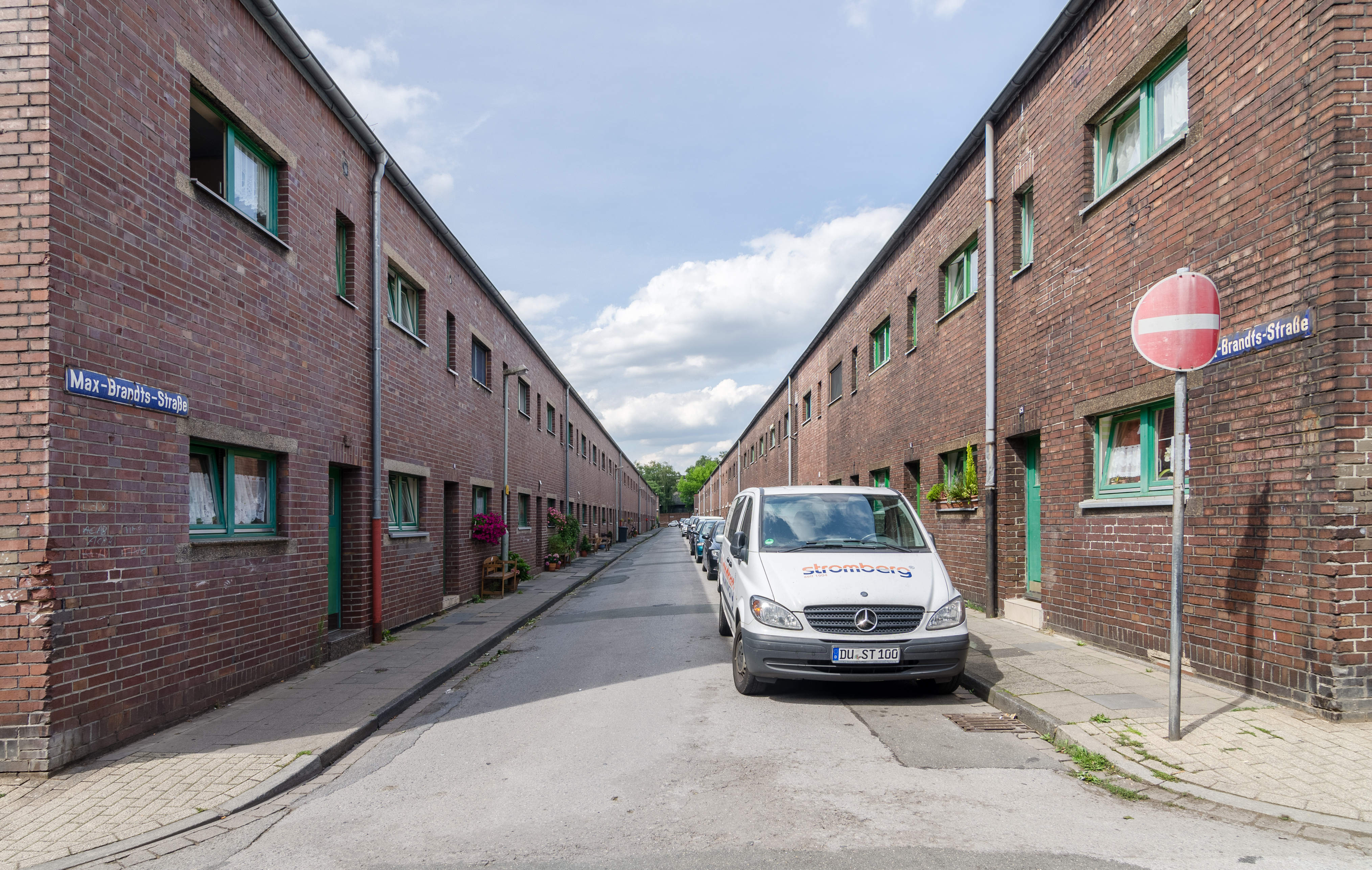
Langgestreckte, beidseitige Häuserzeilen in der Max-Brandts-Straße

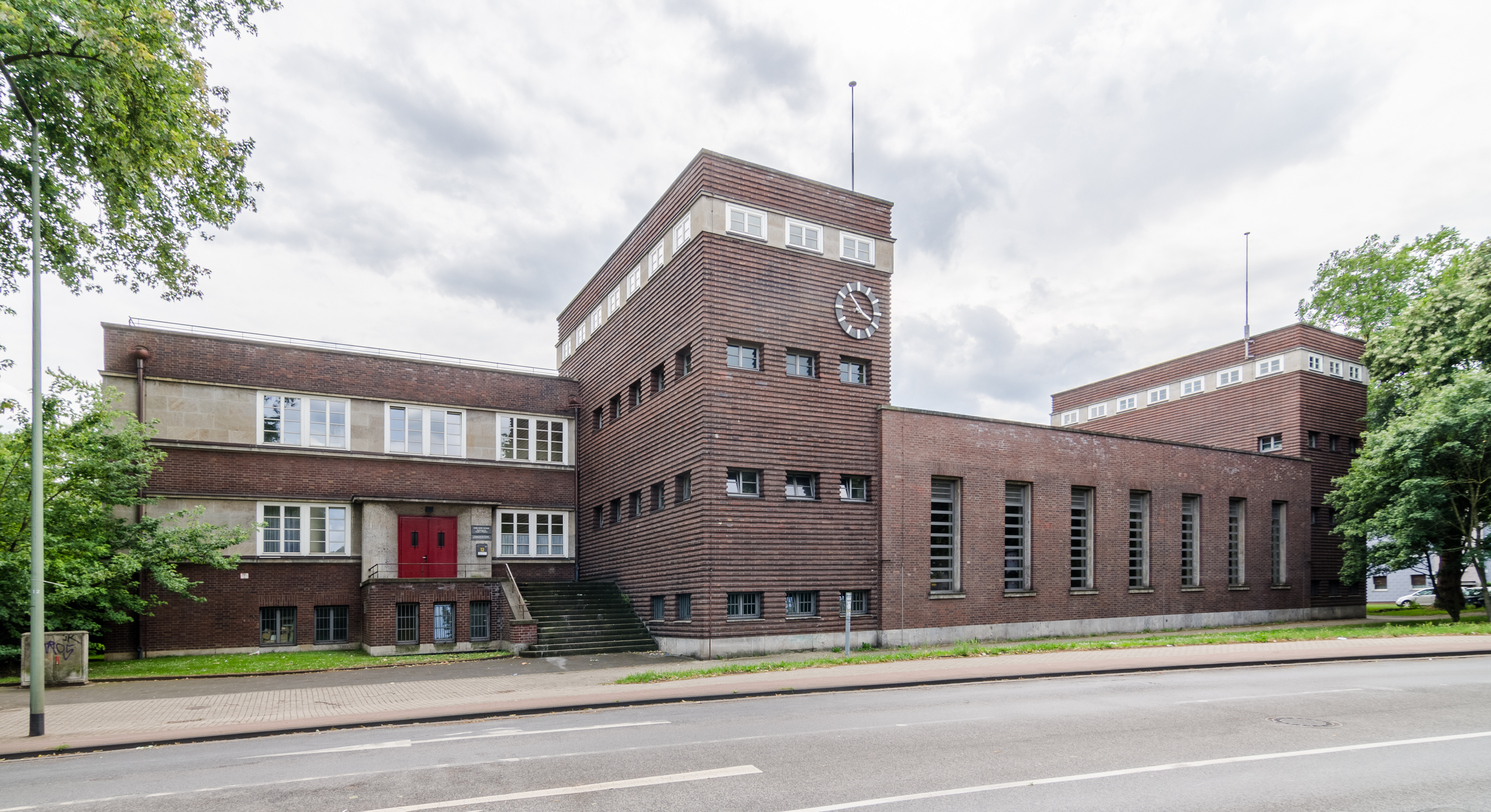
Benachbarte Karl-Lehr-Realschule, vom Baustil her an die Dickelsbachsiedlung angelehnt

Die Dickelsbachsiedlung in Duisburg-Wanheimerort entstand zwischen 1925 und 1927. Sie ist die erste der vier Typenhaussiedlungen in Duisburg. Benannt wurde sie nach dem südlich vorbeifließenden Dickelsbach. Entworfen wurde sie von den Architekten Heinrich Bähr und Hermann Brauhäuser.

## Geschichte
Nach dem Ersten Weltkrieg herrschte vielerorts Wohnungsmangel. Vor allem die kinderreichen Familien der Arbeiter waren davon betroffen. Um diesem Zustand Herr zu werden, beschloss das Duisburger Stadtbauamt den Bau von 363 Reihenhäusern. Für jedes Wohngebäude waren 5000 Reichsmark vorgesehen.
Die Architekten Heinrich Bähr und Hermann Brauhäuser nahmen die Herausforderung an und entwarfen den Grundriss der zweigeschossigen Einfamilienhäuser. Gestaltet wurden sie als einheitliche Backsteinbauten mit Flachdach im avantgardistischen Bauhausstil. Ausgestattet wurden sie mit mindestens drei Schlafzimmern, einer Wohnküche mit Kochnische sowie einem Spülraum, einer Toilette und drei Kellerräumen. Das Ganze auf einer Grundfläche von 4,30 × 7,85 Metern und einer Wohnfläche von ca. 57 m². Zu jedem Reihenhäuschen gehörte ein Garten, in dem die Familien Obst und Gemüse anbauen und Kleintiere wie Geflügel und Kaninchen halten konnten.
In langen Reihenhausblöcken säumten sie die Straßen nördlich des Dickelsbach. Mit Spielplätzen, einem Bolzplatz und Ladenlokalen für den täglichen Bedarf sollten die gleichförmigen Hausreihen familienfreundlicher wirken. Das freistehende Gebäude an der Düsseldorfer Straße, die alte Polizeiwache, diente sozialen Zwecken. Hier befand sich die Wohnungsverwaltung, eine Arztpraxis und ein Aufenthaltsraum für Arbeitslose. Um den Kindern einen erfolgreichen Start ins Leben zu geben, wurde 1929 eine Volkshochschule, die heutige Karl-Lehr-Realschule, eingeweiht.
Dennoch kritisierte man die eintönigen Wohnzeilen mit den kleinen grünen Fenstern, da sie mehr an ein Gefangenenlager als an eine Arbeitersiedlung erinnerten. Für ihre Bewohner erfüllte sich trotz der beengten Wohnverhältnisse der Traum vom Eigenheim. Das Konzept war so beliebt, dass in den Folgejahren drei weitere Wohngebiete entstanden: Siedlung Ratingsee in Meiderich (1927/1928), Siedlung Parallelhafen in Neuenkamp (1927/1928) und die Einschornsteinsiedlung in Neudorf (1927/1930).
Während des Zweiten Weltkrieges fielen 39 Gebäude den Bombenangriffen zum Opfer. Von den 363 Häusern stehen heute noch 324. Sie wurden größtenteils von der GEBAG modernisiert und an heutige Ansprüche angepasst. Manche Familien wohnen hier schon in der 3. Generation. Die meisten Gärten dienen heute nur noch zur Erholung.
Seit 1993 steht die Dickelsbachsiedlung unter Denkmalschutz. Die kleinen Reihenhäuschen sind noch immer als bezahlbarer Wohnraum sehr begehrt und werden von ihren Bewohnern liebevoll gepflegt. Vor manchen stehen Gartenbänke und Blumenkästen mit Kunsthandwerk. Meist sind die engen Straßen jedoch mit Fahrzeugen und Mülltonnen zugeparkt.
In der alten Polizeiwache hat der Kreisverband der Sozialistischen Jugend Deutschlands – Die Falken (SJD – Die Falken) Quartier bezogen.
Die Siedlung ist Bestandteil der Themenroute Duisburg: Industriekultur am Rhein der Route der Industriekultur.

## Sonstiges
Architekturgeschichtlich gehört die Dickelsbachsiedlung zum Stil des „Neuen Bauens“. Sie wird mit der 1925 von J. J. P. Oud für Rotterdam entworfenen Siedlung Kiefhoek (1926/28) und den Wohnungsbauten Ernst Mays in Frankfurt sowie Bruno Tauts in Berlin in eine Reihe gestellt.
Die Dickelsbachsiedlung wird im Volksmund wegen der roten Backsteine „Blutwurst-Kolonie“ genannt, aber auch, weil sich ihre Bewohner von ihrem Lohn selbige des Öfteren leisten konnten.
Der berühmteste Bewohner der Siedlung war Toni Turek, der „Fußballgott“ und Weltmeister von 1954. Im Frühjahr 1927 bezog der Achtjährige mit seinen Eltern und seinen drei Geschwistern das Haus Zum Lith 57, wo er längere Jahre lebte.
2007 war die Dickelsbachsiedlung Kulisse für den Kurzfilm „Bonanza“ von Florian Schönherr.
Das Haus der ältesten Freiwilligen Feuerwehr in NRW steht ebenfalls in der Dickelsbachsiedlung. Die Freiwillige Feuerwehr Löschgruppe 102 Altstadt wurde 1859 gegründet.